# Mohammed Alhassan
Mohammed Alhassan (Kumasi, 5 de junio de 1992) es un futbolista ghanés que juega en la demarcación de defensa para el Asante Kotoko SC de la Liga Premier de Ghana.

## Selección nacional
Hizo su debut con la selección de fútbol de Ghana el 9 de junio de 2019 en un partido amistoso contra Namibia que finalizó con un resultado de 0-1 a favor del combinado namibio tras el gol de Manfred Starke.

## Clubes
| Club             | País  | Año       | Partidos | Goles |
| ---------------- | ----- | --------- | -------- | ----- |
| WAFA             | Ghana | 2015-2018 | 51       | 1     |
| Hearts of Oak SC | Ghana | 2018-2022 | 100      | 1     |
| Asante Kotoko SC | Ghana | 2022-     | 13       | 0     |